# Antenne Salzburg
Antenne Salzburg ist ein privater Hörfunksender im Bundesland Salzburg. Der Radiosender ist seit 17. Oktober 1995 on-air (damals als Radio Melody) und ist nach der „Antenne Steiermark“ das zweitälteste Privatradio in Österreich. Mit Antenne Österreich der „Antenne Salzburg GmbH“ sendet ein bundesweites über DAB+ empfangbare Digitalradio.

## Programm
Im Mittelpunkt des Programms steht die Berichterstattung aus dem Bundesland Salzburg.
Das Musikprogramm ist eine Mischung aus Oldies und modernen Hits, die als Adult Contemporary bezeichnet wird. Zielgruppe sind die 14–49-jährigen Salzburgerinnen und Salzburger.

## Geschichte
Nach langwierigen Verhandlungen seit den 1980er Jahren wurde 1995 auch in Österreich (eingeschränkt) privater Hörfunk zugelassen. Neben Antenne Steiermark startete am 17. Oktober 1995 „Radio Melody“ (Vorgänger von Antenne Salzburg) als zweites Privatradio Österreichs.
Von Beginn an hatte der Sender eine große Hörergemeinde. Nach dem Relaunch von Ö3 und Radio Salzburg des ORF in den Jahren 1997–1999 holten beide Sender wieder massiv auf.
Nach dem Verkauf von „Radio Melody“ 1998 an die britische Radiogruppe GWR wurde der Sender 1998 auf „Melody FM“, im April 2000 auf „Antenne Salzburg“ umgetauft.
2003 wurde der Sender erneut verkauft, diesmal an die „Fritz Fellner Privatstiftung“, hinter der die beiden Salzburger Medienbrüder Wolfgang und Helmuth Fellner (Gründer u. a. von „News“, „Woman“, „Format“, „TV Media“, „e-media“, „Rennbahn Express“ und jüngst „Österreich“) stehen.
Ehemals existierten mit Antenne Südtirol und Antenne Wels zwei Sender innerhalb der Unternehmensgruppe, deren Gestaltung und Bespielung von Salzburg aus übernommen wurde.
Seit 2007 ist die Antenne Salzburg mit den Schwestersendern „Antenne Tirol“ und „Antenne Wien(Oe24)“ organisatorisch in der „Antenne Österreich“ fusioniert.
Die wichtigste Frequenz, 101,8 MHz, wurde bis einschließlich 2005 vom Sender Untersberg ausgestrahlt. Anfang 2006 wurde sie auf den Salzburger Hausberg, den 1287 Meter hohen Gaisberg, verlagert. Das Programm war bis 25. Oktober 2019 über 16 UKW-Sendestationen in ganz Salzburg, Teilen von Oberösterreich, Oberbayern und Niederbayern empfangbar. Aufgrund der reichweitenstarken Hauptfrequenz, konnte Antenne Salzburg in fast ganz Südostbayern gehört werden. Bei Föhnwetter auch im südlichen Böhmen.
Seit 26. Oktober 2019 sendet auf den ehemaligen Frequenzen von Antenne Salzburg der neu gegründete Hörfunksender Radio Austria. Antenne Salzburg wiederum, erhielt zwei ehemalige Frequenzen von LoungeFM, wodurch man nur noch in einem kleinen Teil des bisherigen Sendegebietes empfangen werden konnte. In den darauffolgenden Jahren wurde eine neue Frequenzkette aufgebaut und mit Stand Jänner 2024 ist wieder ein großer Teil der Bevölkerung Salzburgs mit einem UKW-Signal des Senders versorgt. Lediglich im Pinzgau und im Lungau sowie im Gasteinertal gibt es noch größere Versorgungslücken.
Im Februar 2023 wurde bekannt, dass Antenne Salzburg, zusammen mit weiteren Hörfunksendern der übergeordneten Mediengruppe, zum Verkauf angeboten wird. Im darauf folgenden Jahr wurden die Veräußerungspläne gestoppt und oe24-Geschäftsführer Niki Fellner bestätigte den Verbleib des Radiobereichs im Medienhaus.

## Empfangsmöglichkeiten

### UKW/DAB+
| Frequenz  | Standort |
| --------- | --- |
| 95,2 MHz  | Salzburg 11/Gaisberg |
| 89,3 MHz  | Salzburg 6/Hochgitzen |
| 102,8 MHz | Haunsberg/Mobilfunkmast Hochberg, Michaelbeuern/Vorau (geplant), Salzburg 6/Hochgitzen, Straßwalchen/Tannberg                                                                                             |
| 12B DAB+  | Salzburg 1/Gaisberg, Linz 1/Lichtenberg |
| 94,2 MHz  | Sankt Gilgen/Zwölferhorn |
| 106,6 MHz | Hallwang 2/Nußdorf, Golling/Haarberg |
| 106,7 MHz | Abtenau 2/Gschwandtlan, Lofer 2/Loferer Alm-Bergstation, Obertauern 2/Zehnerkar, Radstadt/Jakobsberg, Saalbach 2/Wildenkarkogel, Saalfelden 4/Pabing, Schwarzach/Gern, Zell am See 2/Bruck-Glocknerstraße |
| 107,5 MHz | St. Gilgen/Zwölferhorn |

### Kabel
Antenne Salzburg ist im Kabelnetz der Salzburg AG analog über UKW auf der Frequenz 104,8 MHz und digital auf dem TV-Programmplatz 514 (642 MHz) empfangbar.

### Internet
Seit April 2012 kann man Antenne Salzburg via Livestream weltweit empfangen. Eine App wird ebenfalls angeboten.

## Bekannte Moderatoren
- Kathi und Christian (Kathi & Christian am Morgen | 5.00–10.00 Uhr)
- Gerlinde Tscheplak (Salzburg LIVE | 09.00–14.00 Uhr)
- Markus Angerer (Von Zwei bis Frei- die Salzburg Show)
- Lukas Paulik (Antenne Salzburg am Wochenende/Feiertag)[10]
- Nora Ullrich (Antenne Salzburg am Wochenende/Feiertag)[11]

## Einzelne Sendungen
Sport am Samstag jeden Samstag von 18.00 bis 22.00 Uhr.
Hier werden sämtliche Neuigkeiten aus der Welt des Sports gesendet, wie z. B. das letzte Spiel der Eishockeybullen oder die aktuellen Laufveranstaltungen in Salzburg und die Spiele vom FC Red Bull Salzburg.
Skikarten-Samstag an ausgewählten Samstagen von 06.00 bis 18.00 Uhr einmal stündlich. In Zusammenarbeit mit einigen Skiregionen verlost man immer wieder Tagestickets in Salzburger Skiregionen.

## Redaktion
Im Mittelpunkt der Berichterstattung steht das Bundesland Salzburg. In den Antenne Salzburg (Lokal-)Nachrichten um 6.30, 7.30, 8.30, 15.30, 16.30, 17.30 und 18.30 Uhr berichten die Antenne Salzburg Redakteure über die aktuellen Ereignisse. Bei besonderen Geschehnissen wird sofort ins Programm eingestiegen.
Das Antenne-Salzburg-Redaktions-Team:
- Alina Wörgötter
- Jessica Kornpointner
- Gloria Grünberger

Antenne Salzburg Sport Chef:
- Markus Angerer

## Antenne Österreich
Einige Programminhalte von Antenne Salzburg werden teils oder ganz für Antenne Österreich übernommen.
- Die Antenne Österreich Hitnacht | 22.00 – 05.00 Uhr
- Kathi und Christian (Kathi und Christian am Morgen | 5.00 – 09.00 Uhr)
- Gerlinde Tscheplak (Österreichs TOPTEN | 12.00- 14.00 Uhr)
- Markus Angerer (von Zwei bis Frei | 14.00 – 18.00 Uhr)[14]
- Der Antenne Österreich Feierabend | 18.00 – 22.00 Uhr
- HITWOCHENENDE bzw. HITFEIERTAG (Antenne Österreich am Wochenende/Feiertag) Einmal stündlich, immer um Punkt mit den wichtigsten News aus Österreich und der Welt.